# Numero magico (fisica)

Nuclei stabili e instabili in funzione del numero di protoni e neutroni

In chimica nucleare e in fisica nucleare, un numero magico è un numero di nucleoni (protoni o neutroni) in corrispondenza del quale i nuclei risultano particolarmente stabili (oppure in corrispondenza del quale nuclei instabili presentano un'instabilità assai minore, una quasi-stabilità). Ciò accade perché, secondo il modello attualmente più accettato (detto a shell), in questo modo i nucleoni sono sistemati in livelli completi all'interno del nucleo atomico. I numeri sono:
2, 8, 20, 28, 50, 82, 126.
È stato ipotizzato, ma ciò deve essere ancora confermato, che il numero 184 sia anch'esso un numero magico.
Inoltre nuclei che hanno sia il numero di neutroni, sia quello di protoni uguale ad uno dei numeri magici di cui sopra, sono ancora più stabili e vengono chiamati "nuclei doppiamente magici". Di tutte le combinazioni possibili dei numeri magici per formare nuclei doppiamente magici, 3 (4 per altri autori) si riscontrano in natura e sono: elio-4 (2,2); ossigeno-16 (8,8); calcio-40 (20,20); piombo-208 (82,126). Altri autori considerano anche il calcio-48 (20,28) un nucleo doppiamente magico, anche se è un nucleo instabile. Lo 100Sn radioattivo fu scoperto in tempi relativamente recenti, nel 1994.